# Proveedor de servicios criptográficos
En Microsoft Windows, un proveedor de servicios criptográficos (en inglés, Cryptographic Service Provider, CSP) es una biblioteca de software que implementa Microsoft CryptoAPI (CAPI). Los CSP implementan funciones de codificación y descodificación, que los programas de aplicación informática pueden utilizar, por ejemplo, para implementar una autenticación de usuario segura o para un correo electrónico seguro.  
Los CSP son módulos independientes que pueden ser utilizados por diferentes aplicaciones. Un programa de usuario llama a funciones CryptoAPI y estas son redirigidas a funciones CSPs. Puesto que los CSP son responsables de implementar los algoritmos y estándares criptográficos, las aplicaciones no necesitan preocuparse por los detalles de seguridad. Además, una aplicación puede definir qué CSP va a utilizar en sus llamadas a CryptoAPI. De hecho, toda la actividad criptográfica se implementa en los CSP. CryptoAPI sólo funciona como un puente entre la aplicación y el CSP.